# Gesamtanlage Sasbachwalden

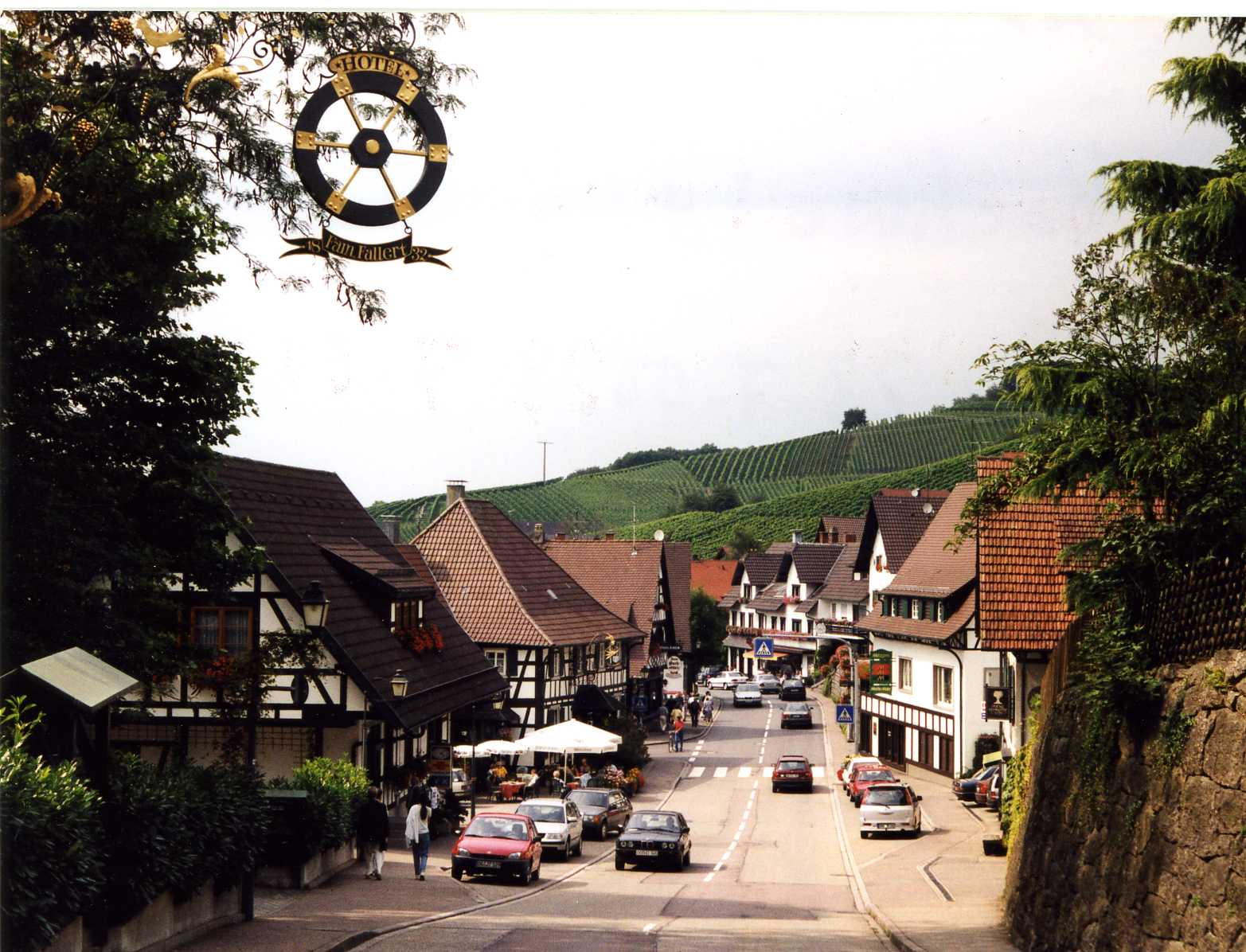
Hauptstraße in Sasbachwalden

Die Gesamtanlage Sasbachwalden ist ein denkmalgeschütztes Ensemble in Sasbachwalden im Ortenaukreis in Baden-Württemberg. Geschützt ist seit 1976  das Gesamtbild einer regionaltypischen Rodungssiedlung des hohen Mittelalters.

## Allgemeines
Gesamtanlagen schützen gemäß § 19 Denkmalschutzgesetz Baden-Württemberg Straßen-, Platz- und Ortsbilder, an deren Erhaltung aus wissenschaftlichen, künstlerischen oder heimatgeschichtlichen Gründen ein besonderes öffentliches Interesse besteht. Geschützt ist das überlieferte Erscheinungsbild der Gesamtanlage mit seinen Bestandteilen und Merkmalen. Neben Bauwerken zählen dazu auch Straßen- und Platzräume oder Grün- und Freiflächen. Schützenswert können außerdem die topographische Lage, der Ortsgrundriss oder eine Stadtsilhouette sein. Der Gesamtanlagenschutz umfasst bei Gebäuden nur die von außen sichtbaren Teile; bei Kulturdenkmalen innerhalb der Gesamtanlage, die zusätzlich nach anderen Bestimmungen des Gesetzes geschützt sind, ist darüber hinaus auch das Innere Gegenstand des Denkmalschutzes.

## Beschreibung
Sasbachwalden blieb über Jahrhunderte hinweg eine Ansammlung von Weilern und Einzelhöfen. In der weitläufigen Streusiedlung mit Weilern und Einzelhöfen hat sich im 19. Jahrhundert entlang der Talstraße und ihren Ausfallstraßen ein straßendorfartiger Ortskern entwickelt. Nördlich des Kirchwegs haben sich nahe des Ortskerns Freiflächen erhalten, die für Wein- sowie Obstanbau genutzt werden und für die Kulturlandschaft kennzeichnend sind, in die Sasbachwalden eingebettet liegt. Weitere Freiflächen im Westen und Südosten markieren die Ortsgrenzen des 19. Jahrhunderts. Die Talstraße wird geprägt durch zahlreiche freistehende und meist giebelständige Fachwerkbauten des 18. und 19. Jahrhunderts. Einen Gegenpol zu den Fachwerkbauten bildet das Zentrum mit Bauten des öffentlichen Lebens am Kirchweg, das um die Mitte des 19. Jahrhunderts entstanden ist. Zu den verputzten, mit Sandsteinelementen versehenen Gebäuden zählen die Kirche, das Pfarrhaus, das Pfarrheim und das ehemalige Schulhaus und heutige Rathaus. Aufgrund dieser Tatsachen handelt es sich bei Sasbachwalden um eine Gesamtanlage gemäß § 19 Denkmalschutzgesetz (DSchG).